# Kamimuria fulvescens
Kamimuria fulvescens är en bäcksländeart som beskrevs av František Klapálek 1912. Kamimuria fulvescens ingår i släktet Kamimuria och familjen jättebäcksländor. Inga underarter finns listade i Catalogue of Life.